# Saint-Julia
Saint-Julia är en kommun i departementet Haute-Garonne i regionen Occitanien i södra Frankrike. Kommunen ligger i kantonen Revel som tillhör arrondissementet Toulouse. År 2022 hade Saint-Julia 417 invånare.

## Befolkningsutveckling
Antalet invånare i kommunen Saint-Julia
Referens:INSEE

## Monument

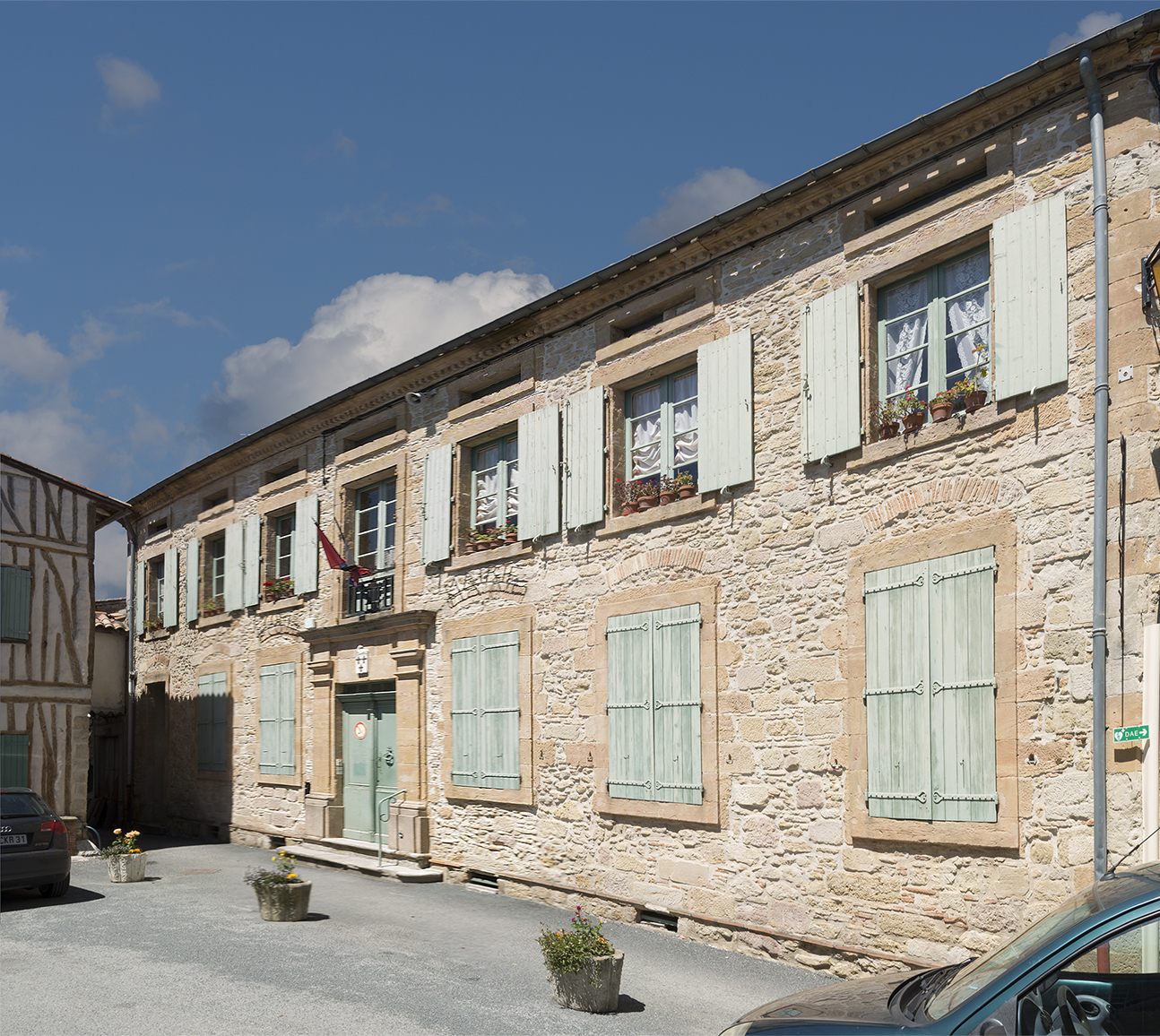
Stadshus.
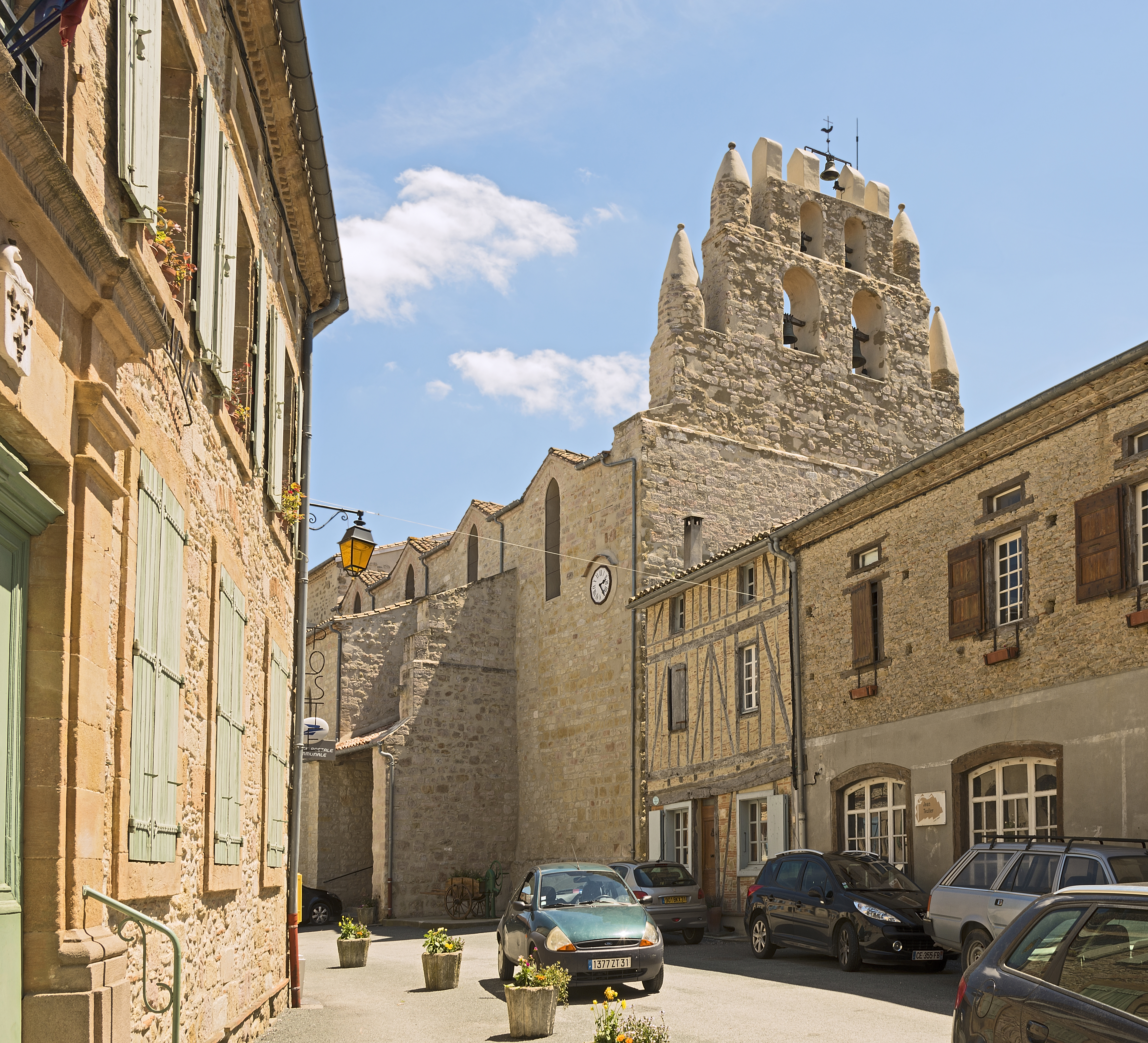
Kyrkan.
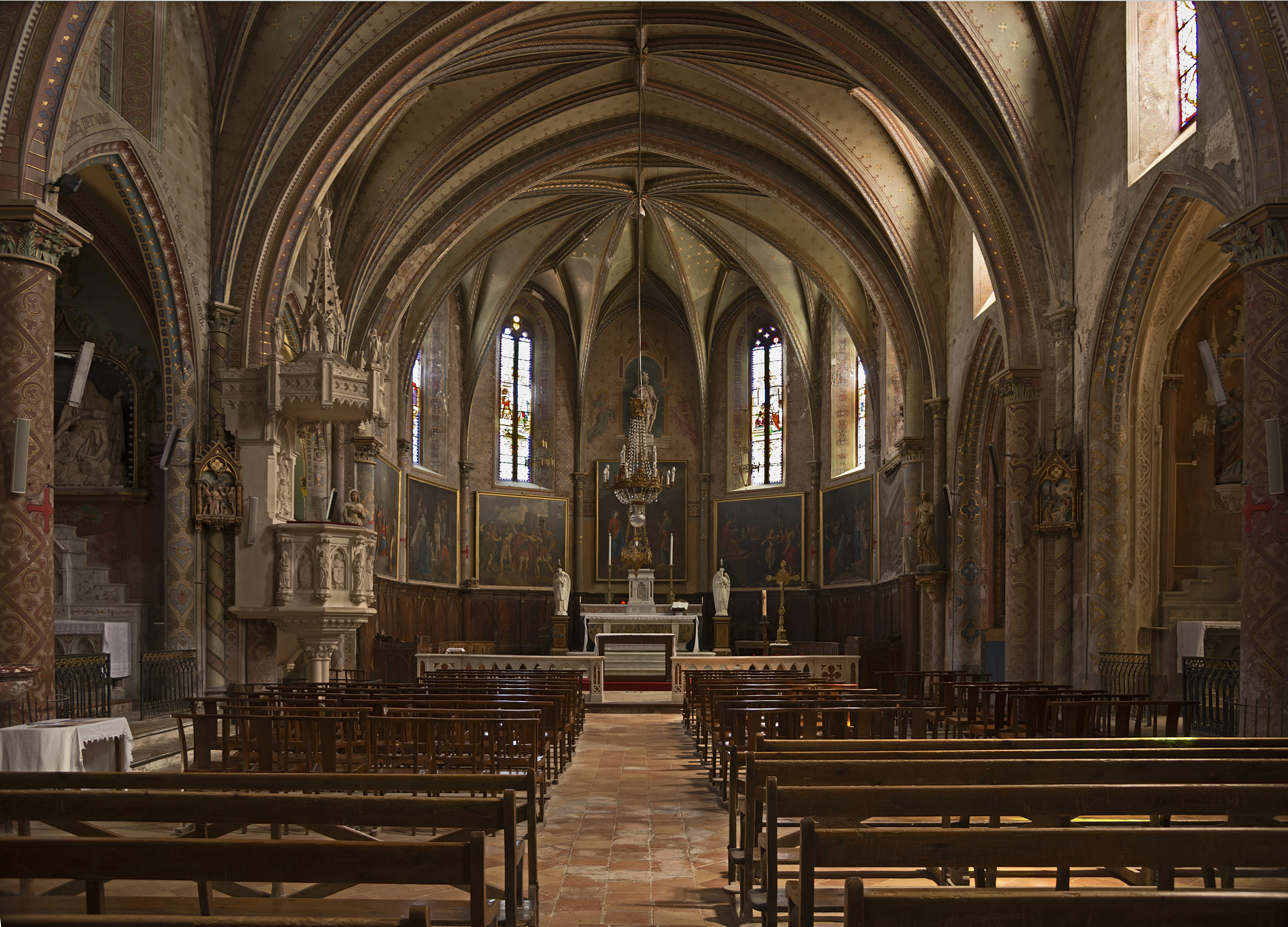
Interiören i kyrkan